# Historische Wertpapiere

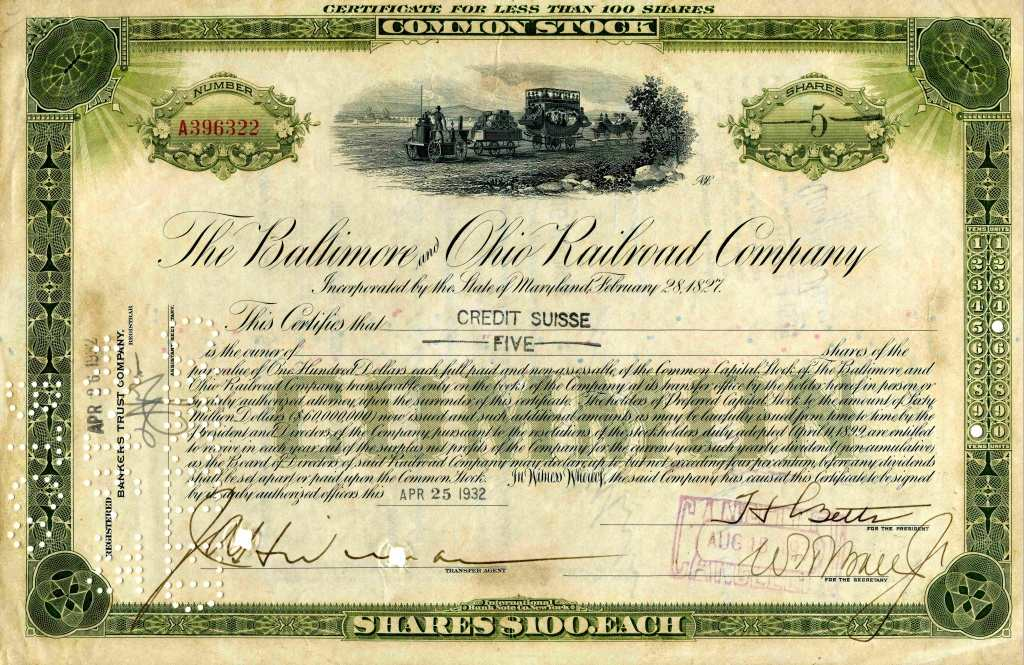
Nonvaleur-Aktie

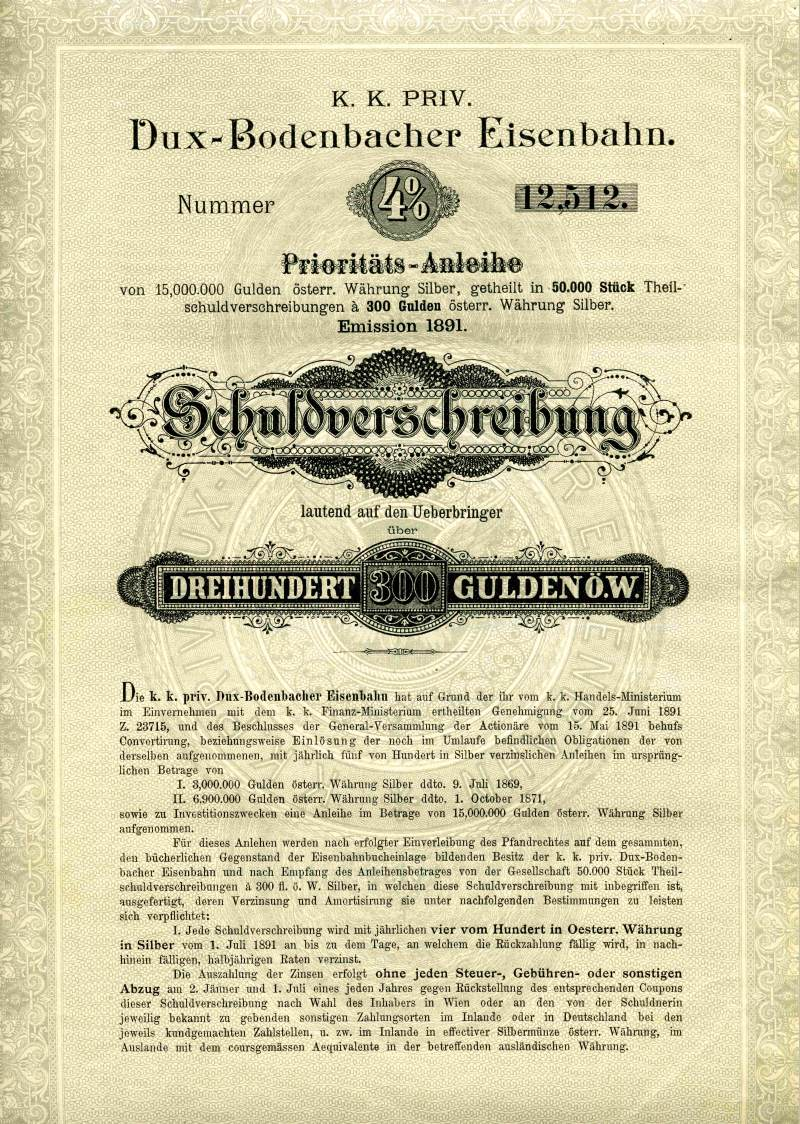
Nonvaleur-Anleihe

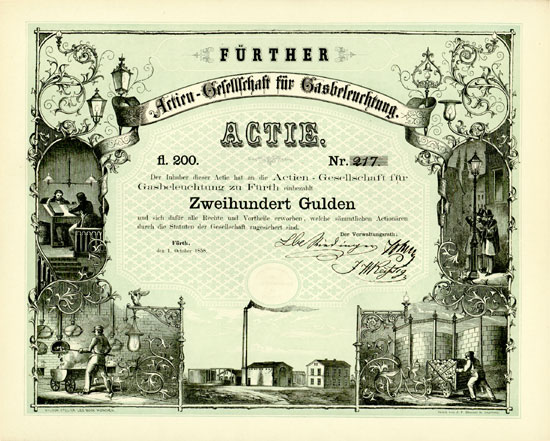
Aktie der Fürther Actien-Gesellschaft für Gasbeleuchtung von 1858

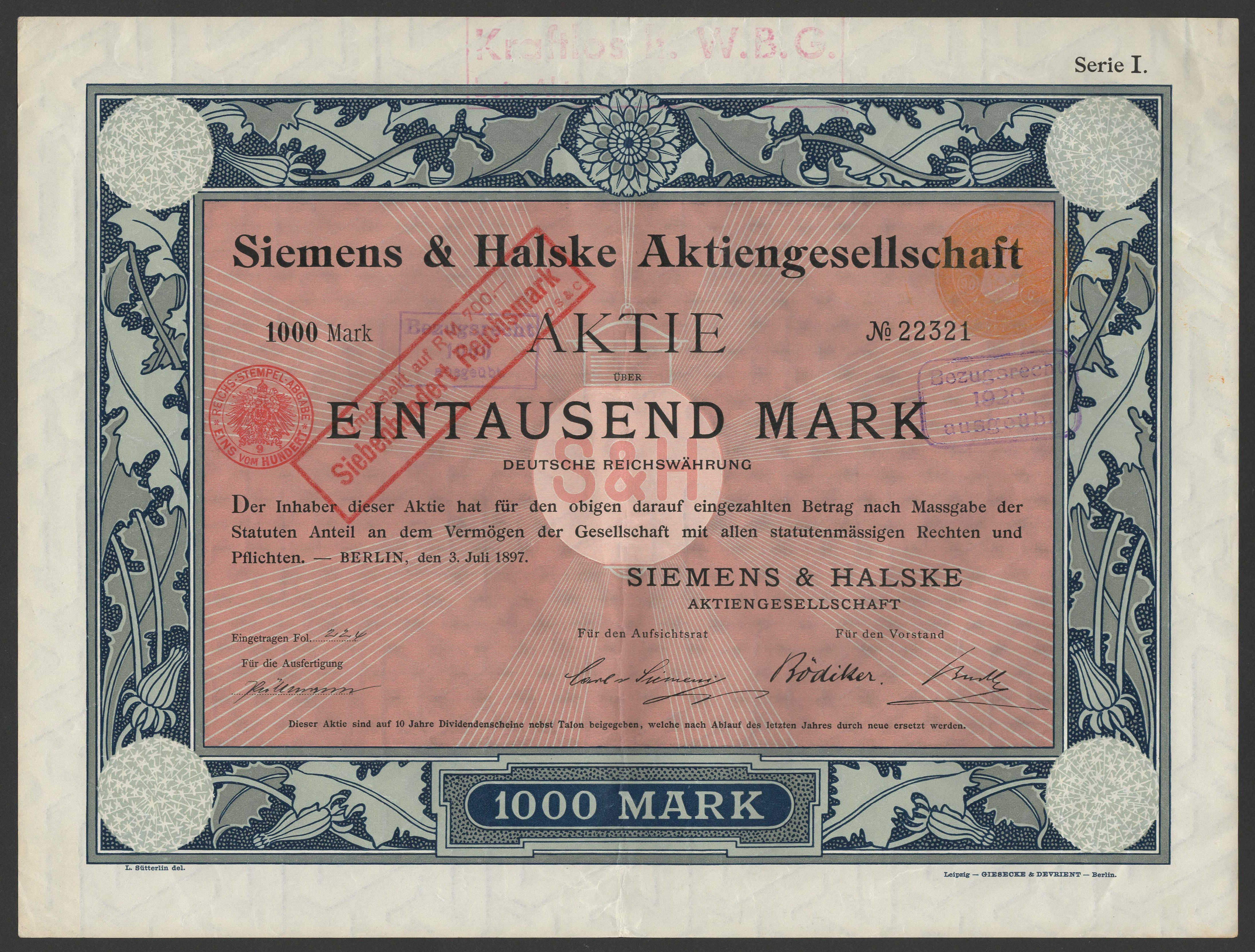
Gründeraktie von Siemens & Halske, Gestaltung L. Sütterlin 1897

Historische Wertpapiere oder Nonvaleurs (von französisch Non-valeur „Unwert, Wertlosigkeit, unverkäufliche Ware“, von non [nɔ̃], „nicht“; valeur [vaˈlœʀ], „Wert“) sind wertlos gewordene (und in diesem Sinn historische) Wertpapiere, die demzufolge auch an keiner Börse mehr gehandelt werden können. Solche ehemaligen Wertschriften oder Zertifikate können nur noch als Sammelgegenstand oder zu Dekorationszwecken gekauft werden.
Selten werden auch noch im Umlauf befindliche Wertpapiere mit besonders niedriger Bewertung als Nonvaleurs oder auch Pennystock bezeichnet.
Die Leidenschaft für das Sammeln von Nonvaleurs wird Scripophilie ([ˌskripofiˈliː]) genannt.

## Geschichte der Wertpapiere und der Scripophilie
Vergleiche: Geschichte der Aktie
Industrielle finanzierten schon vor der Zeit der Börse ihre meist privaten Vorhaben durch Wertpapiere. 1602 wurde die Vereinigte Ostindische Compagnie als erste Aktiengesellschaft gegründet. Das älteste noch erhaltene Aktienzertifikat stammt aus dem Jahr 1606. Wertpapiere als Handelsgegenstand wurden üblich, so spekulierte 1784 auch Johann Wolfgang von Goethe mit einer Beteiligung am Ilmenauer Kupfer- und Silberbergwerk auf dem Rohstoffmarkt. Frühe Urkunden, meist geschmückt mit Wappen und Siegeln, wurden oft auf Bütten oder Tierhaut gedruckt.
Ansprechende Gestaltung von Aktien – für den einstigen Herausgeber als Methode der Kundengewinnung wichtig – zieht kunstinteressierte Sammler an. Aktiengesellschaften gingen dazu über, Künstler mit der Gestaltung von Aktien zu beauftragen. Maler, Kupferstecher, Grafiker, Lithografen und Graveure durften sich auf den Aktien bekannter Gesellschaften verewigen. Ludwig Sütterlin (1865–1917) schuf die ersten Zertifikate der Siemens & Halske AG, Ramon Casas (1866–1932) zeichnete die italienische Schauspielerin Teresa Mariani auf die Aktien der spanischen La Hispano-Suiza Fabrica de Automoviles S.A. und Paul Cauchie (1844–1952) gestaltete im Jugendstil die heute als Top-Wertpapier geltende „Hortus“ (Hortus Société Cooperative Cie. Horticole de Genval et Extensions).
Amerikanische Eisenbahntitel fielen durch Stahlstiche auf, die Lokomotiven aus der Frühzeit, Personenvignetten und Landschaftsszenen darstellen. Viele amerikanische Aktien tragen zudem die Original-Signaturen ihres Vorstands oder die der Aktionäre. Aktien mit der Signatur etwa von John D. Rockefeller oder Thomas Alva Edison sind darum heute begehrt.
Dokumente aus der Zeit des Börsen- und Gründungsschwindel der Jahre 1870 bis 1873 zeigen Manipulationsmöglichkeiten, die auch in späteren Krisen an der Börse wiederholt wurden.
Fast alle europäischen Metropolen beteiligten im 19. und 20. Jahrhundert Investoren an ihren Tiergärten. Die hochdekorativen Wertpapiere versprachen eine Dividende der besonderen Art: Sie berechtigten meist zum kostenfreien Zoo-Besuch. Einige der Papiere, wie beispielsweise die des Tierparks Hellabrunn, sind auch heute noch gültig.
Effektive Stücke (von zum Beispiel Aktien, Obligationen, Optionsscheinen oder Kuxen), Schecks, Quittungen und andere Wertschriften sowie verwandte Wirtschaftsdokumente (Kursblätter, Statuten etc.) belegen somit seit Jahrhunderten die Geschichte der Finanzwelt. Gesammelt wurden sie nicht. Von der Numismatik und der verwandten Notaphilie wurde das Gebiet lange übersehen. Erst Anfang der 1970er Jahre verbreitete sich die Sammelleidenschaft für alte Wertpapiere von Großbritannien aus. 1978 wurde von der Londoner Times der Begriff der Scripophilie geprägt, gebildet aus englisch scrip, „Einzahlungsbeleg“ und altgriechisch φίλος phílos, „Freund, Liebhaber“.
In der ehemaligen Reichsbank in Berlin lagerten rund 28 Millionen Historische Wertpapiere aus der Zeit vor 1945. Die in der Reichsbank gelagerten Papiere überdauerten im Ostteil Berlins die Nachkriegszeit und die DDR-Zeit. Nach der Wende gingen die Papiere nach Klärung aller offenen Ansprüche auf das BADV über. Im Jahr 2001 war die Prüfung der Ansprüche abgeschlossen, so dass nun die nicht abgeforderten Wertpapiere zu Gunsten des Entschädigungsfonds bestmöglich verwertet werden sollten. Mit der Verwertung wurde dann ein numismatisches Auktionshaus beauftragt. In fünf Auktionen in den Jahren 2003–2009 wurden annähernd alle dieser Papiere systematisch an bis zu 400 Auktionsteilnehmer versteigert.
Im Zeitalter des elektronischen Aktienhandels werden gedruckte, physisch gelieferte Wertpapiere immer seltener; üblich sind Globalurkunden oder schlicht Depot-Quittungen. Mit der Einführung des Euro und der Stückaktie ging auch bei den Wertpapieren eine Ära zu Ende: auf DM lautende Wertpapiere. Das Sammelgebiet ist damit abgeschlossen und entwickelt sich seither dank noch günstiger Preise.
Von 2003 bis 2016 betrieb die Stiftung Sammlung historischer Wertpapiere (finanziert von der SIX Group) das Museum Wertpapierwelt in Olten, dessen Sammlung wurde 2017 in das Schweizer Finanzmuseum in Zürich integriert.
Seit 2011 wird der Journalistenpreis „Historische Wertpapiere und Finanzgeschichte“ vergeben.

## Erhaltung und Erwerb
Wie auch bei anderen Sammelgegenständen spielt bei antiken Aktien und Anleihen die Erhaltung eine große Rolle. In den vergangenen Jahren hat sich ein Buchstabensystem etabliert, das aus dem angelsächsischen Raum stammt: UNC steht dabei für „uncirculated“, also für eine einwandfreie und neuwertige Erhaltung. Papiere, die als EF (extremely fine) gekennzeichnet werden, weisen nur minimale Gebrauchsspuren auf und sind ebenfalls entsprechend begehrt. Stücke mit der Erhaltung VF (very fine) können durchaus Knickfalten und kleinere Randeinrisse aufweisen. Flecken sind möglich. Exponate der Güte F (fine) weisen starke Gebrauchsspuren auf. Sie sind meist mehrfach gefaltet, haben Einrisse und bedürfen einer fachgerechten Restaurierung.
Neben dem Tausch unter Sammlern, und dem Fund alter Papiere in Familiennachlässen und Dachböden gibt es vielfältige Möglichkeiten, solche Papiere zu erwerben. Sowohl auf den Plattformen diverser Online-Auktionshäuser als auch in den Online-Shops renommierter Händler wird eine breite Palette gängigerer Wertpapiere angeboten. Exklusivere Papiere oder gar Raritäten kauft man in der Regel auf den ca. zwanzig jährlich von seriösen Auktionshäusern veranstalteten Auktionen. Als Preisobergrenze gelten die Angaben im Suppes-Katalog und im GET-Katalog, gehandelt wird zu Preisen darunter.

## Dekoration
Historische Wertpapiere können auch Nichtsammlern als Erinnerungsstücke oder Wandschmuck dienen. Eingerahmte Zertifikate können eine originelle Geschenkidee sein.

## Sammeln
Historische Wertpapiere – also Aktien- und Anleihenzertifikate aus vergangenen Tagen – erfreuen sich einer immer größeren Beliebtheit. Im Gegensatz zu vielen anderen Sammelgebieten wurde die Passion für Historische Wertpapiere – die Scripophilie – erst Mitte der 1970er Jahre entdeckt. Die Zahl der Sammler wächst stetig, da es sich anders als etwa bei Münzen oder Briefmarken bei den antiken Wertpapieren mehrheitlich um ein abgeschlossenes Sammelgebiet handelt. Kaum eine Gesellschaft lässt heute noch effektive Aktienurkunden drucken.

### Verfügbarkeit
Die Vielfalt an Historischen Wertpapieren ist groß. Schätzungsweise mehr als 30.000 verschiedene antike Aktien- und Anleihen gibt es alleine aus Deutschland. Weltweit dürften es mehr als 100.000 sein. So vielfältig wie das Angebot, so verschieden sind auch die Sammelgebiete.
Es gilt – z. B. im Vergleich zu Briefmarken und Münzen – stets folgenden Unterschied zu beachten: Bei Wertpapieren liegen die Auflagen meist bei weniger als 1.000 oder gar nur bei wenigen 100 Stück pro Emission. Verfügbar sind oft gar nur zehn bis 15 Zertifikate von einer Variante. Und dennoch sind die meisten selteneren Papiere noch zu Preisen von weniger als 1.000 Euro bzw. die Mehrheit in weitaus erschwinglicheren Preisregionen zu erstehen.
Angesichts der verschiedenen und sich gelegentlich überschneidenden Sammelgebiete herrscht unter den Sammlern zwar Konkurrenz, jedoch sind Papiere oft in größerer Stückzahl auf dem Markt vorhanden. Wer Papiere unter dem Wertzuwachs- und Werterhaltungsaspekt sammelt, sollte darauf achten, dass es sich bei den Stücken um wichtige Papiere mit geringer Verfügbarkeit handelt. Papiere mit niedriger Auflage versprechen ebenso wie eine möglichst umfassende Sammlung zu einem Thema Wertsteigerungspotenzial. Kapitalanleger sollten aber in Dekaden denken.

### Sammelgebiete
Sammlern wird empfohlen, sich frühzeitig auf einen abgegrenzten Bereich festzulegen, idealerweise geleitet von weiteren Interessen und Hobbys.
Historische Wertpapiere werden meist aus einer bestimmten Epoche gesammelt. Weitere klassische Ansatzpunkte sind das Sammeln nach Branche (beliebt etwa aufgrund überschneidender Interessensgebiete: Automobilaktien, Banken, Brauereien, Eisenbahngesellschaften, Zoos) und nach Region bzw. Gültigkeitsgebiet oder Währungsbereich.
Schwieriger gestaltet sich das Sammeln nach sehr speziellen Kriterien, wie etwa nach dem Künstler, der die Aktie gestaltet hat; nach berühmten Persönlichkeiten als Autographen oder nach abgebildeten Motiven. Weitere Vorgehensweisen sind denkbar, etwa auch das Sammeln einer bestimmten Nummer.
Beispiele aus verschiedenen Sammelgebieten:

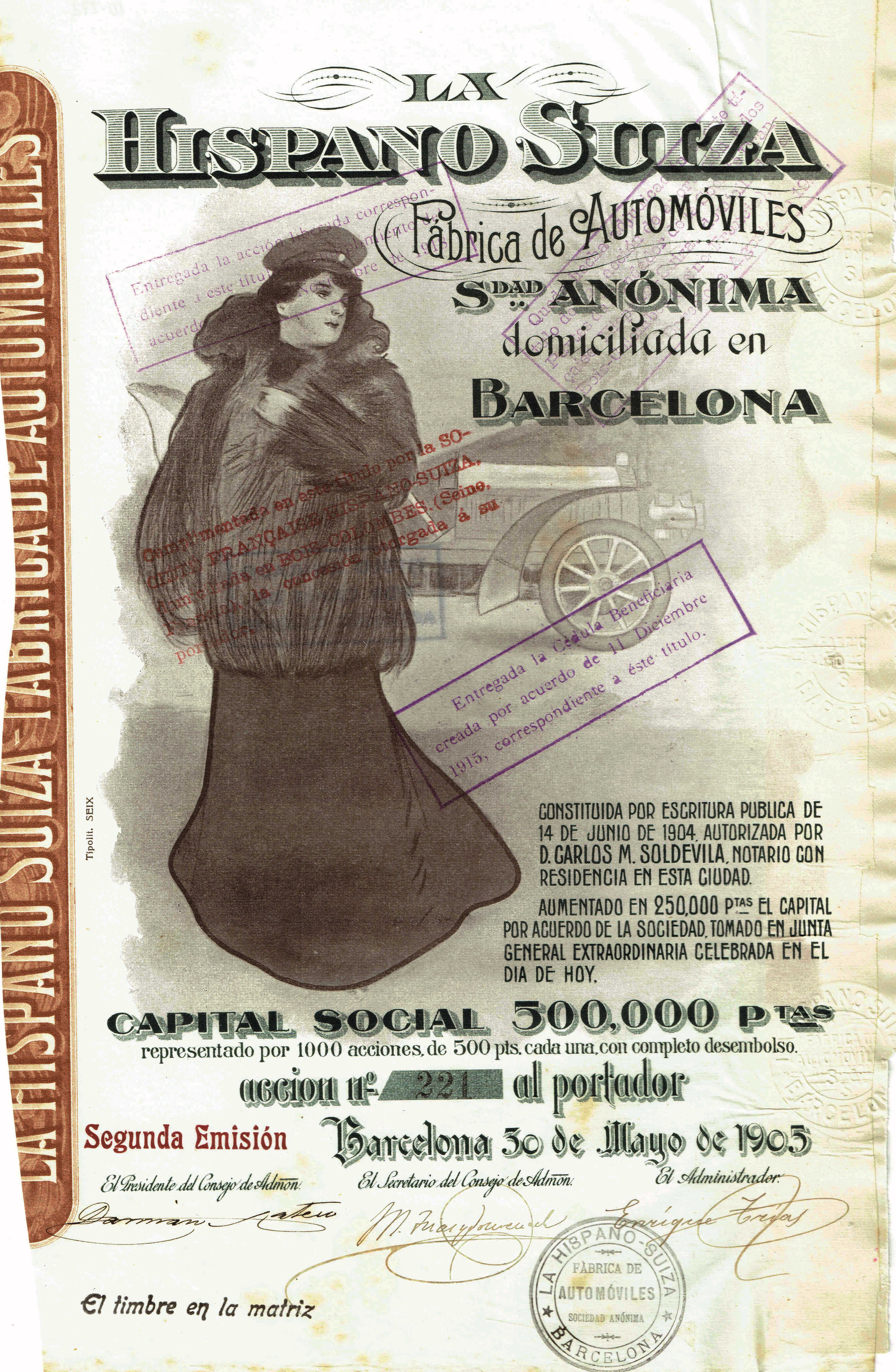
Sammelgebiet Automobil: Aktie der Hispano Suiza Fabrica de Automoviles SA vom 30. Mai 1905
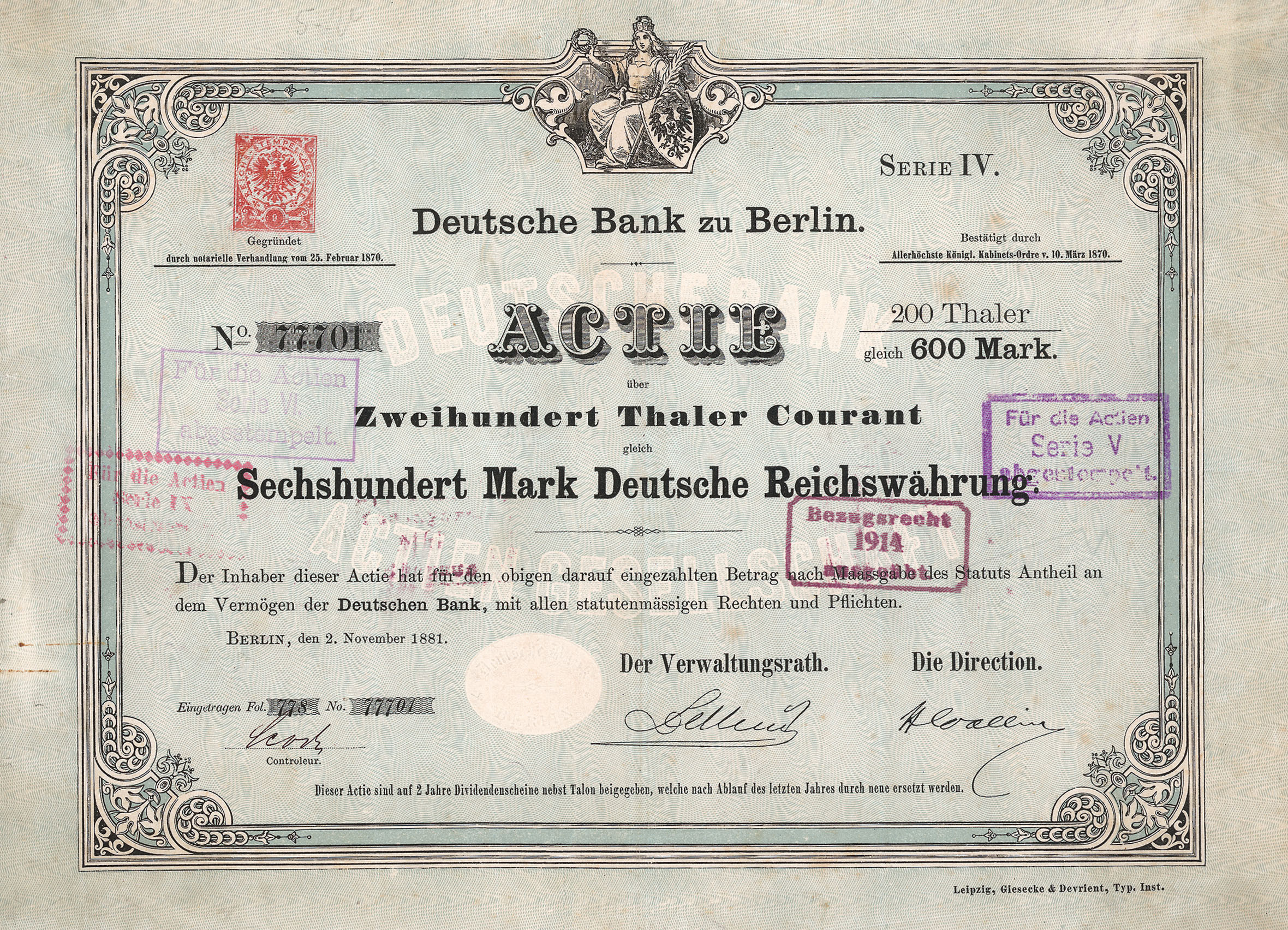
Sammelgebiet Banken:  Aktie der Deutschen Bank zu Berlin vom 2. November 1881
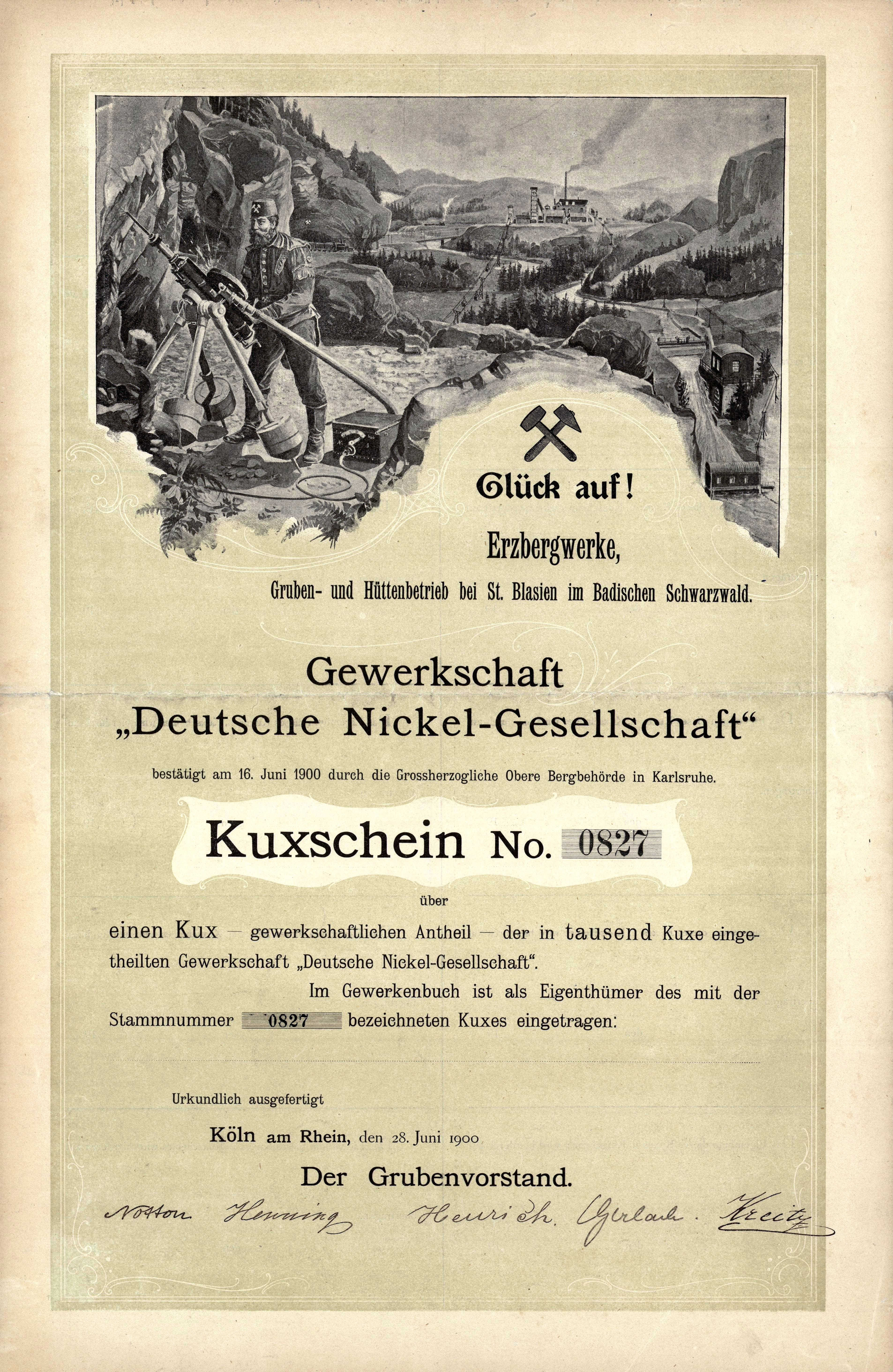
Sammelgebiet Bergbau: Kuxschein der Gewerkschaft "Deutsche Nickel-Gesellschaft" vom 28. Juni 1900
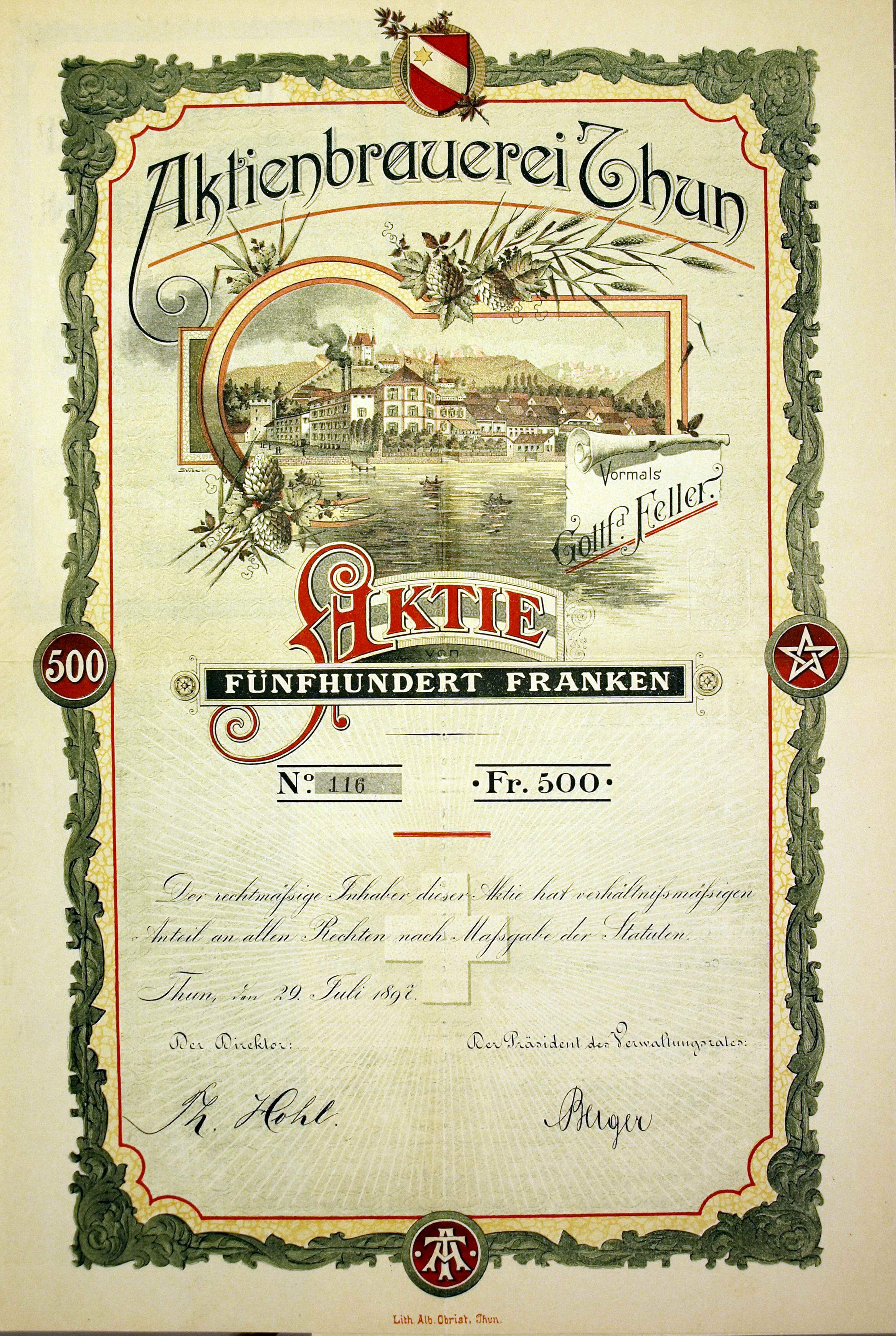
Sammelgebiet Brauereien: Aktie der Aktienbrauerei Thun vom 29. Juli 1897
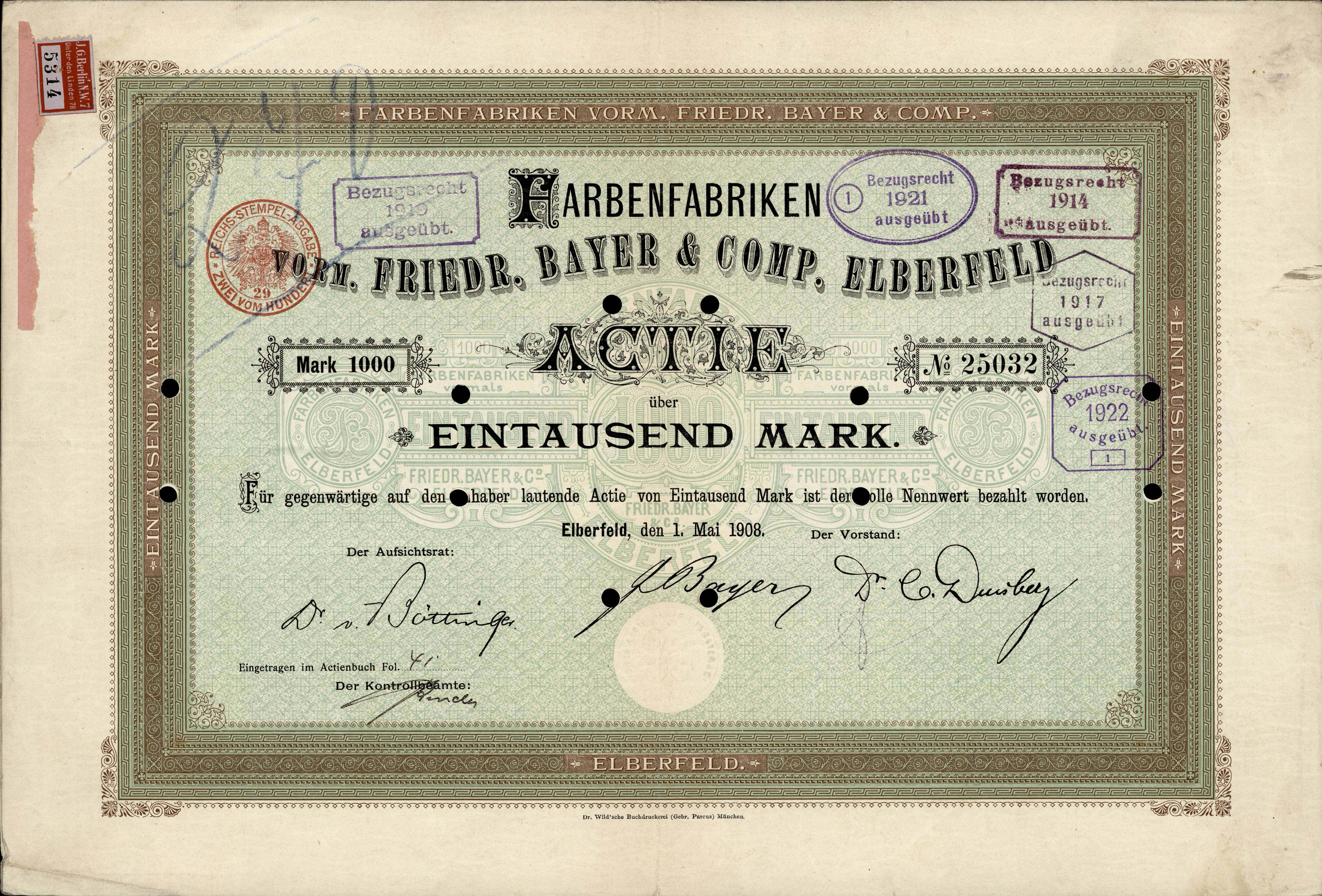
Sammelgebiet Chemie: Aktie der Farbenfabriken vorm. Friedr. Bayer & Comp in Elberfeld vom 1. Mai 1908
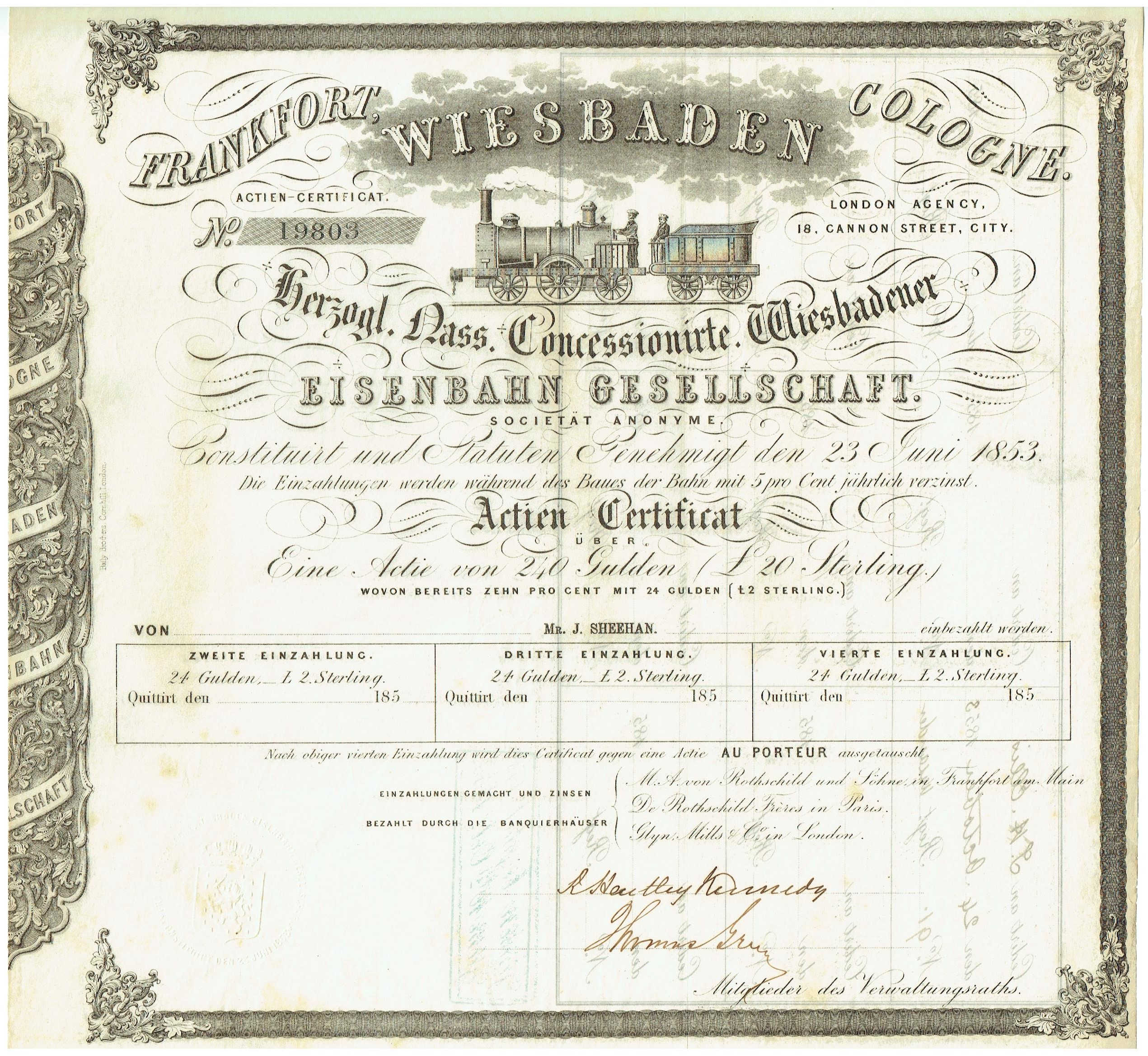
Sammelgebiet Eisenbahn: Aktie der Herzogl. Nass. Concessionierte Wiesbadener Eisenbahn Gesellschaft vom 23. Juni 1853
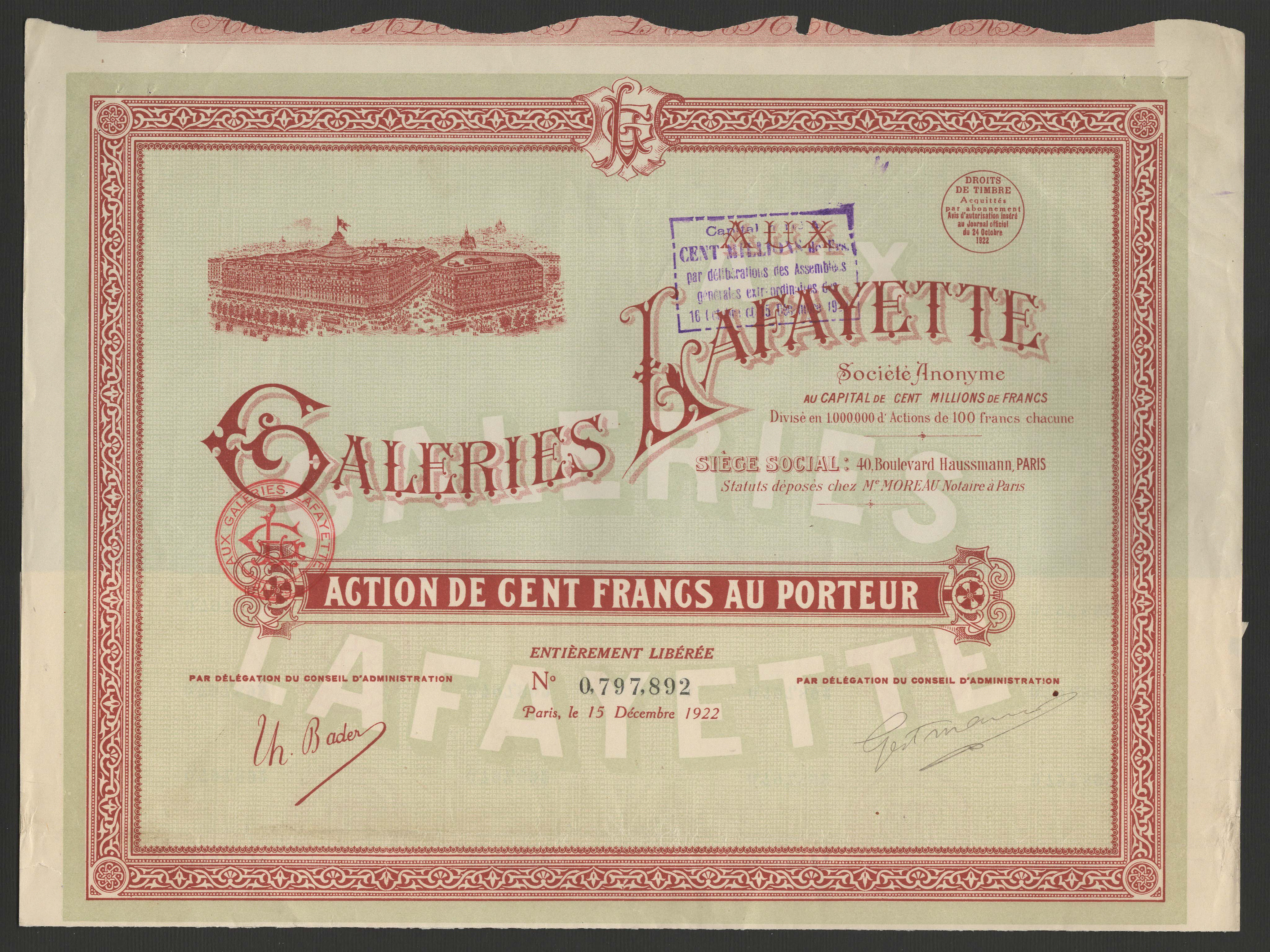
Sammelgebiet Konsum: Aktie der Galeries Lafayette S. A. vom 15. Dezember 1922
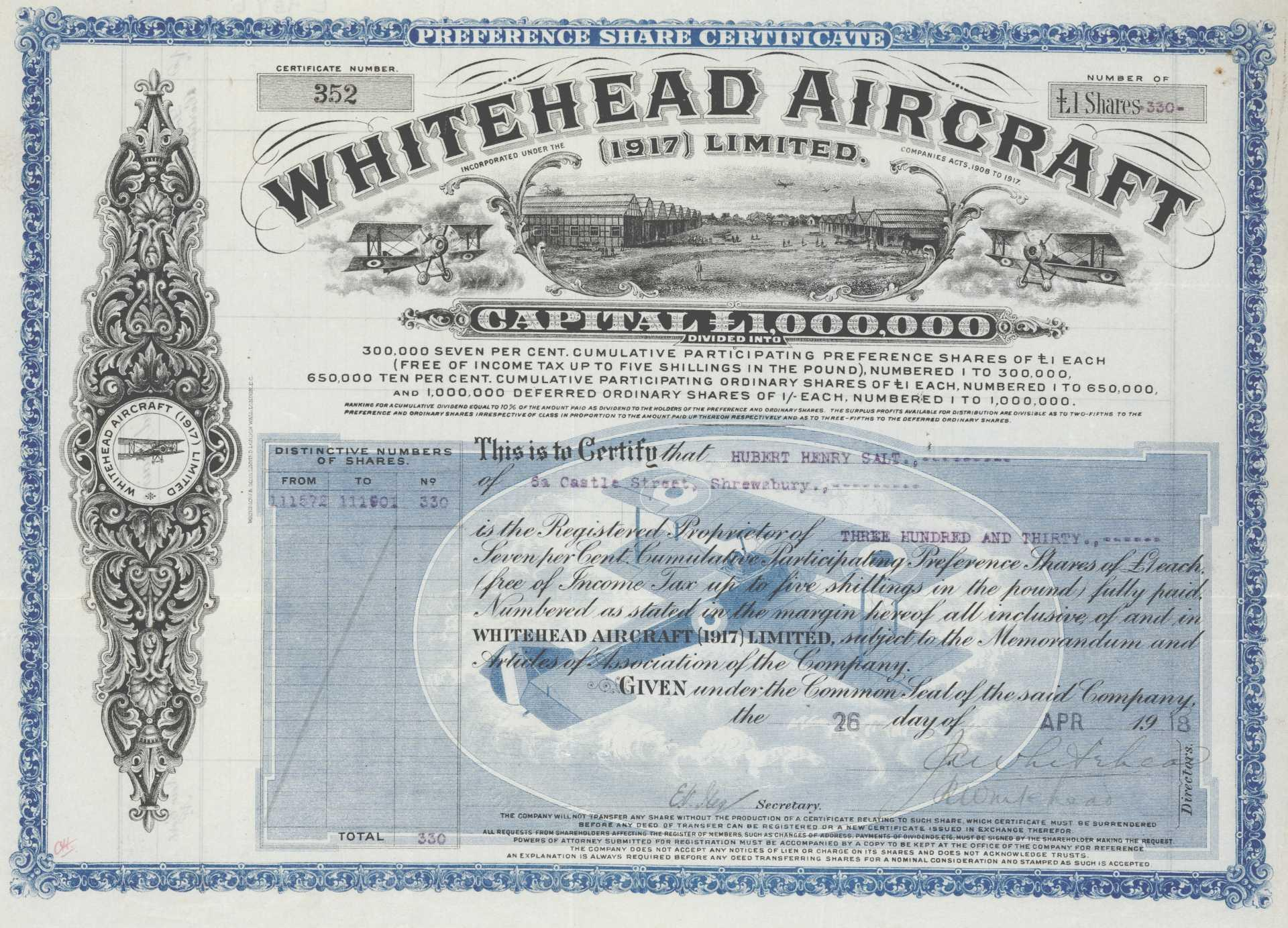
Sammelgebiet Luftfahrt: Vorzugsaktie der Whitehead Aircraft (1917) Ltd.
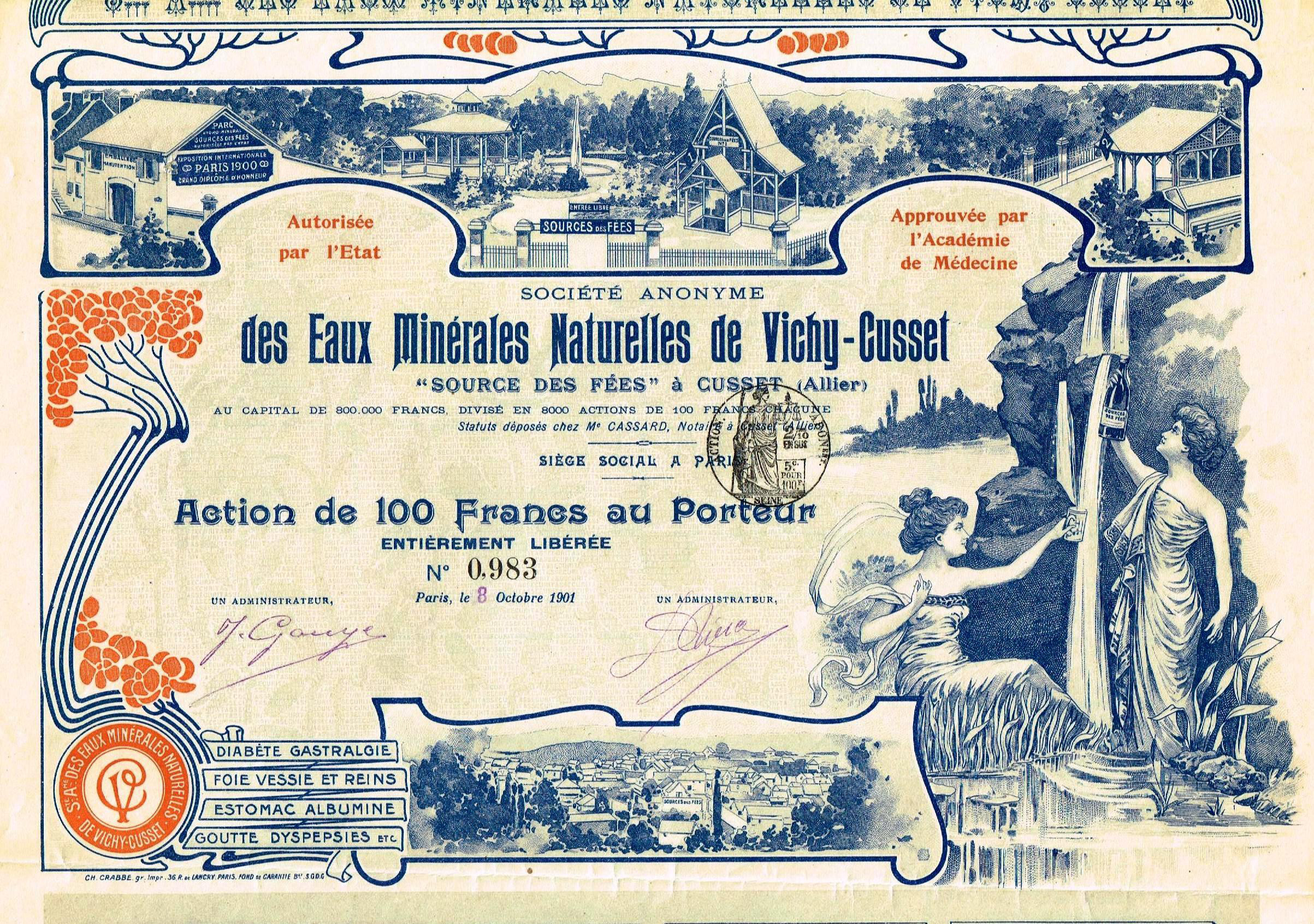
Sammelgebiet Nahrungsmittel:  Aktie der S.A. des Eaux Minérales Naturelles de Vichy-Cusset vom 8. Oktober 1901
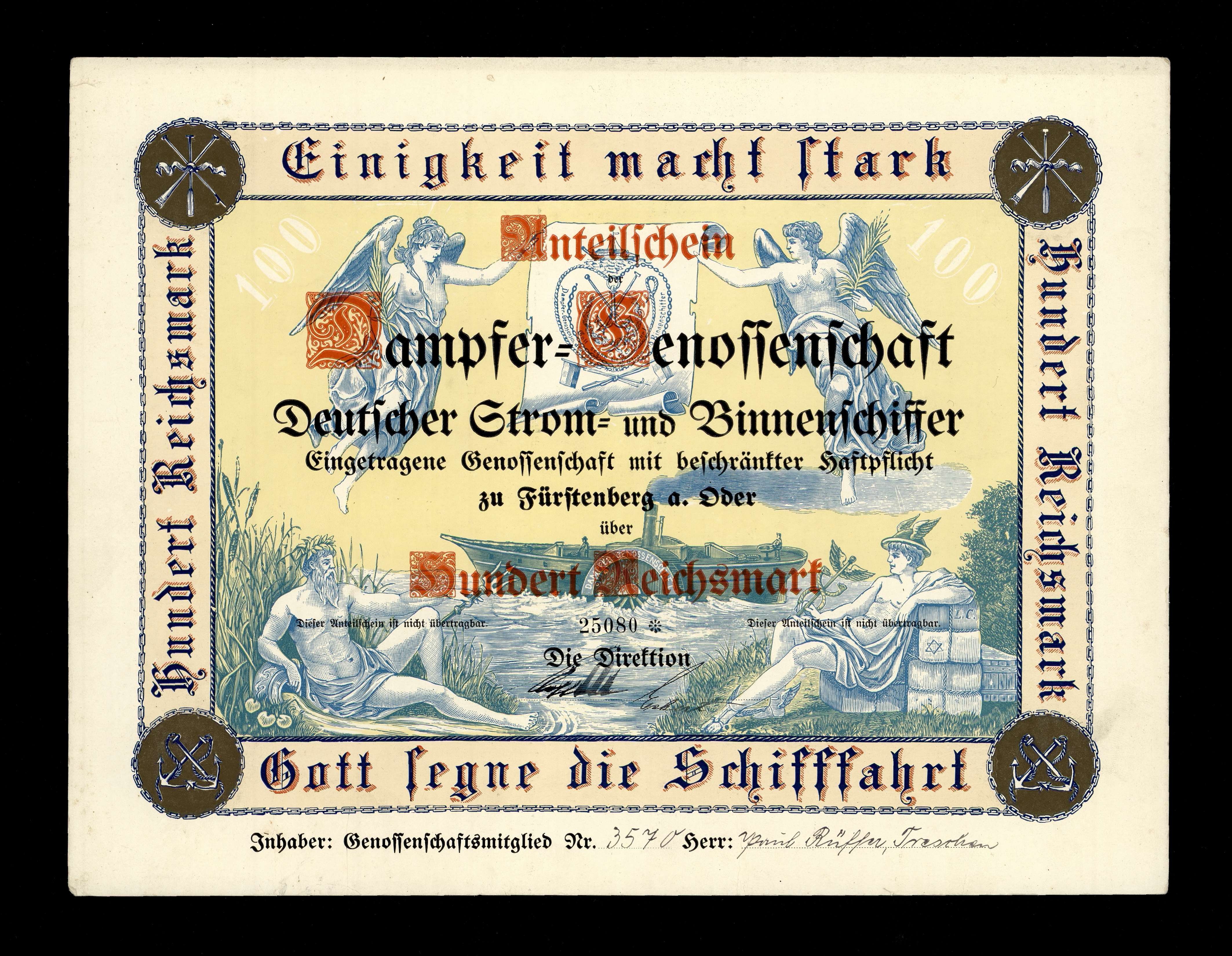
Sammelgebiet Schifffahrt: Anteilschein der Dampfer-Genossenschaft Deutscher Strom- und Binnenschiffer eGmbH
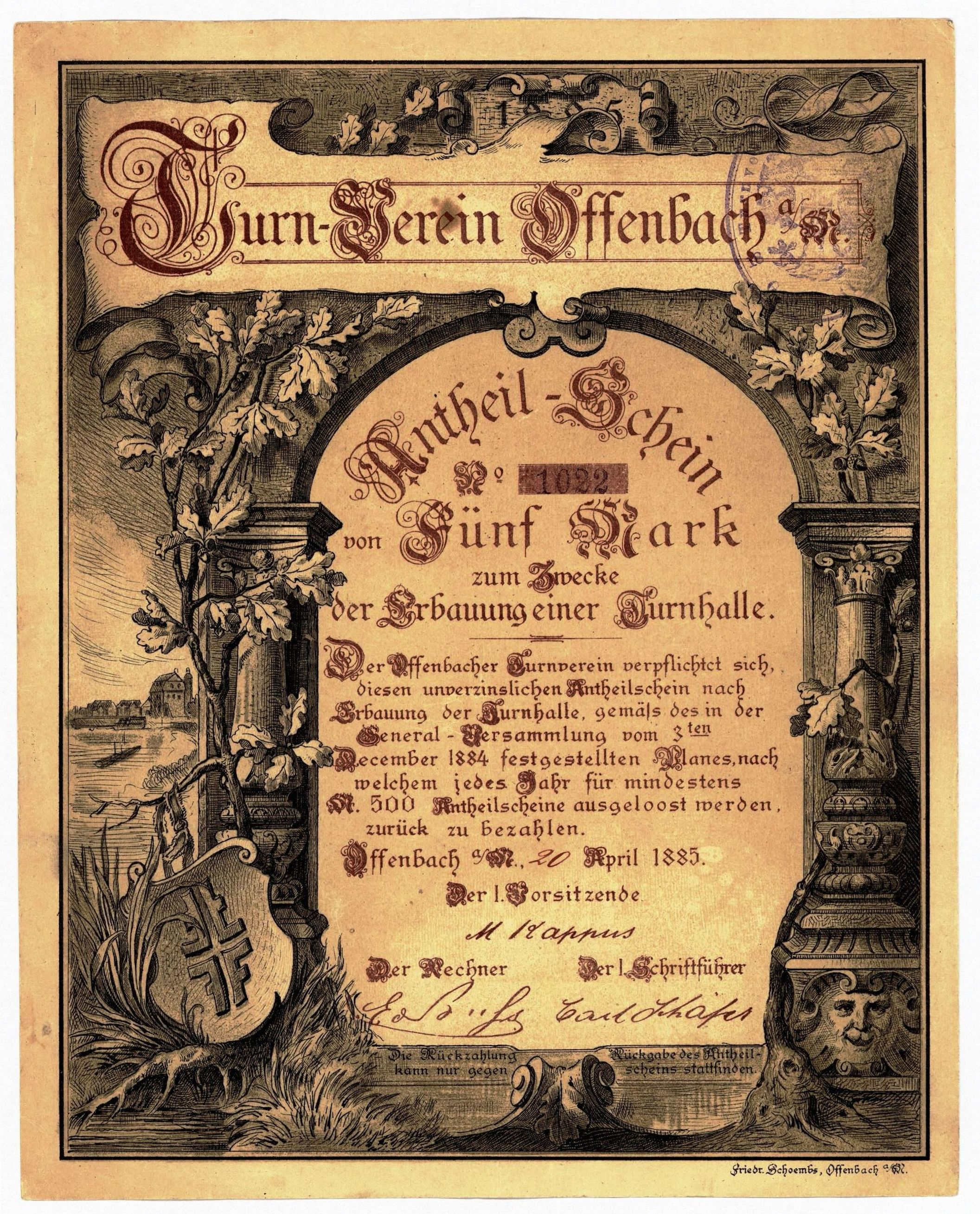
Sammelgebiet Sport: Anteilschein des Turn-Vereins Offenbach vom 20. April 1885
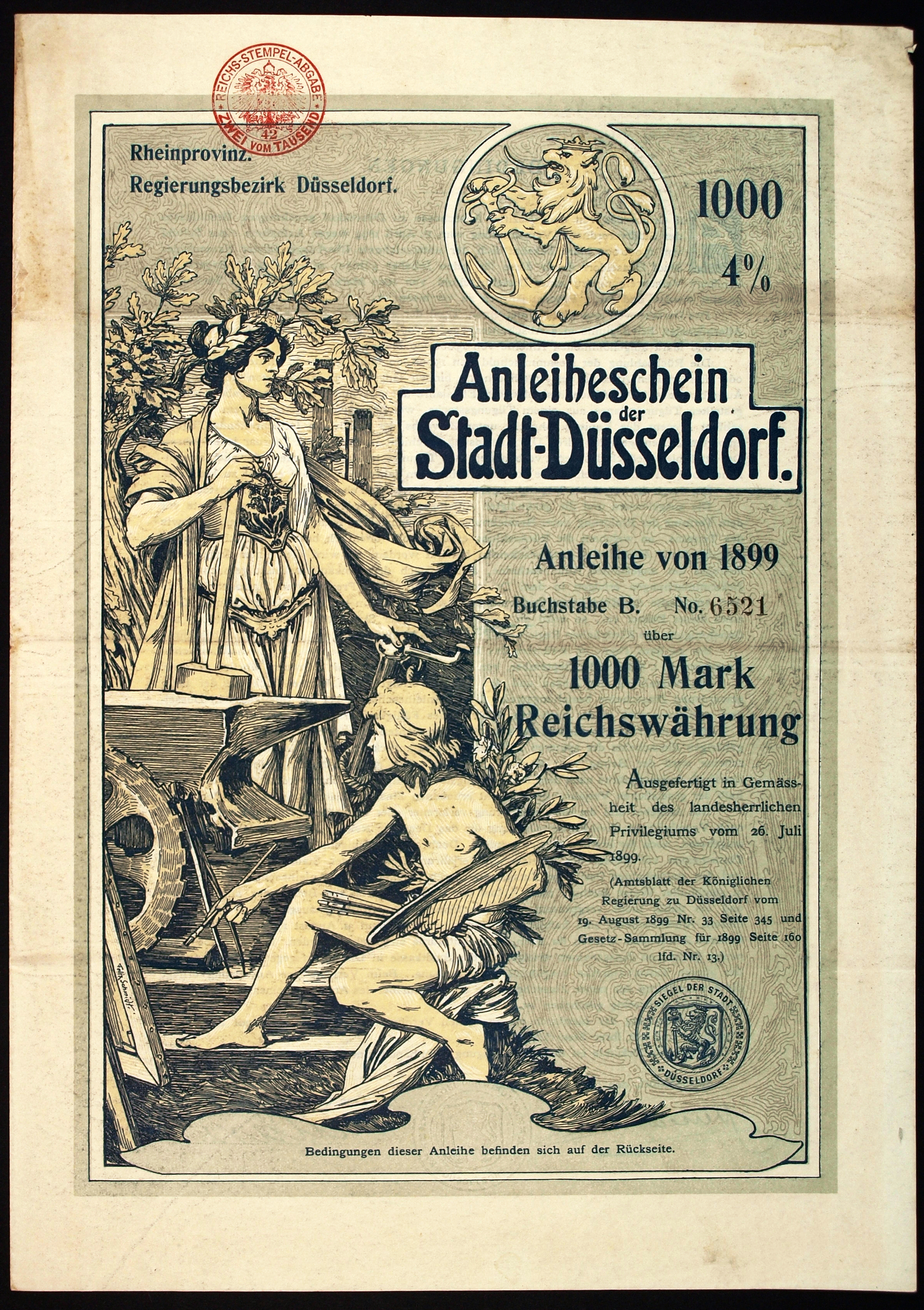
Sammelgebiet Städte: Anleihe der Stadt Düsseldorf vom 26. Juli 1899
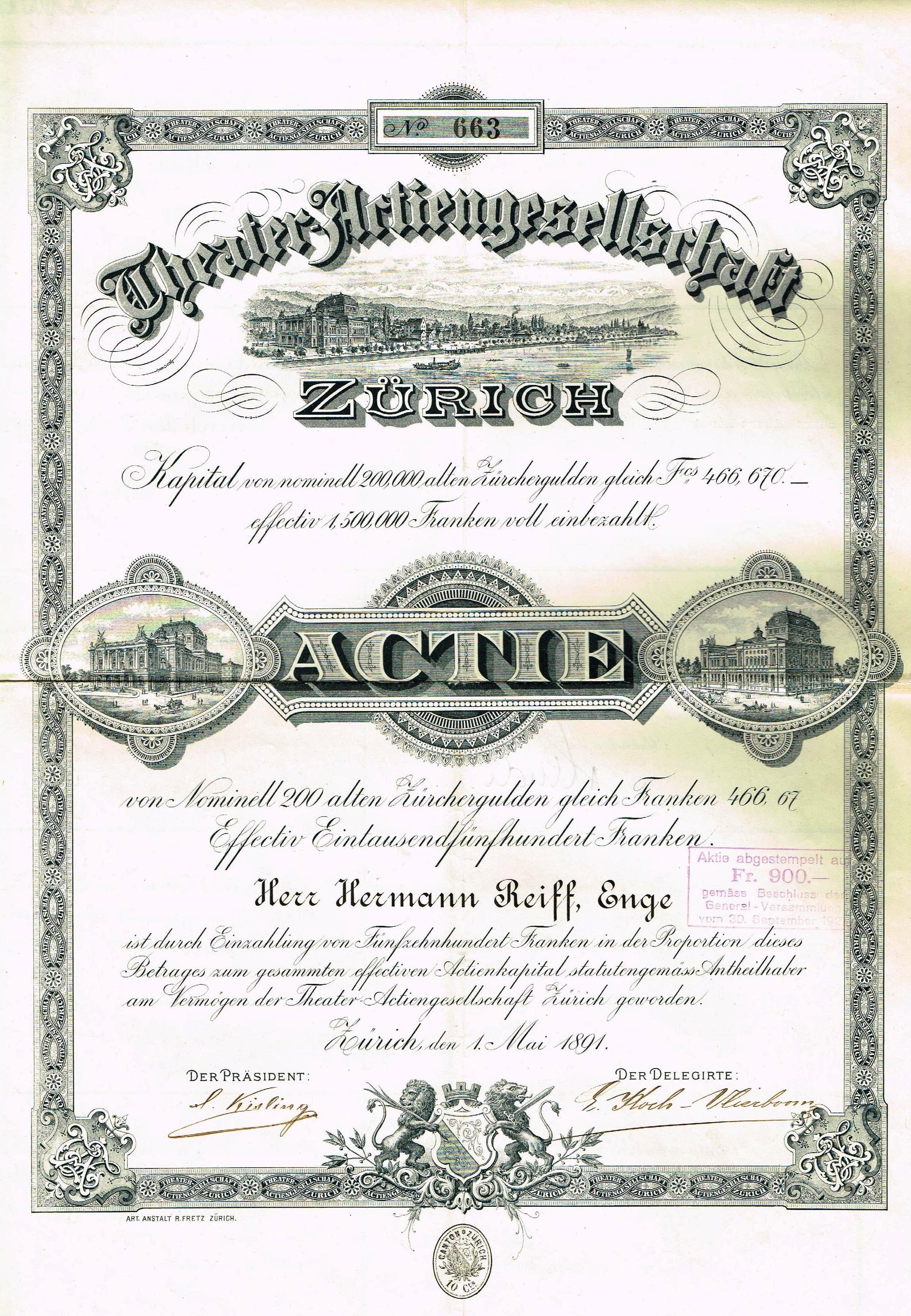
Sammelgebiet Theater:  Namenaktie der Theater-Actiengesellschaft Zürich vom 1. Mai 1891
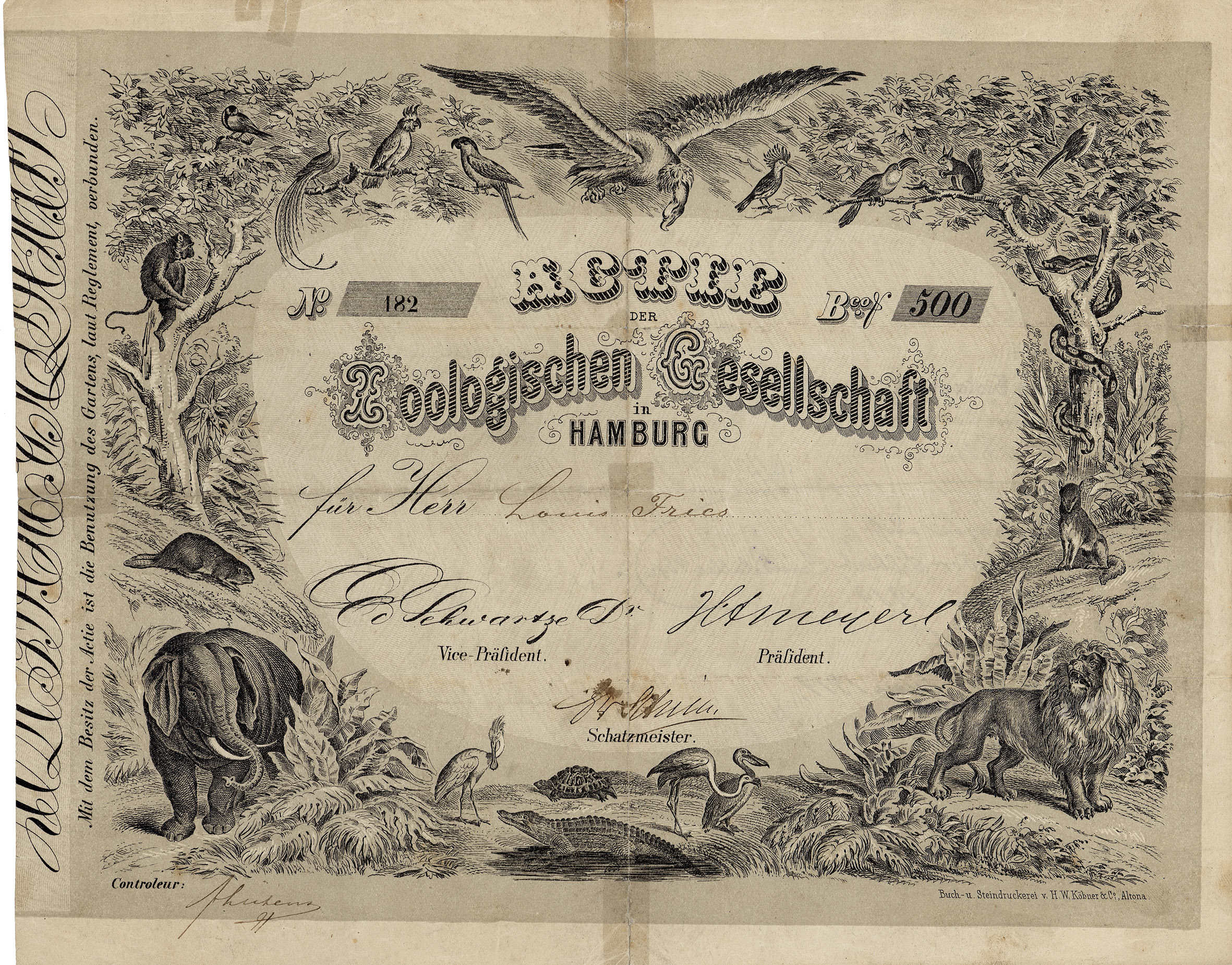
Sammelgebiet Zoo:  Aktie des Zoologischen Gartens in Hamburg vom 1. August 1864